# Langoëlan
Langoëlan är en kommun i departementet Morbihan i regionen Bretagne i nordvästra Frankrike. Kommunen ligger i kantonen Guémené-sur-Scorff som tillhör arrondissementet Pontivy. År 2022 hade Langoëlan 404 invånare.

## Befolkningsutveckling
Antalet invånare i kommunen Langoëlan
| Referens: INSEE |